# Bezirk Rakonitz
Der Bezirk Rakonitz (tschechisch Okresní hejtmanství v Rakovníku) war ein Politischer Bezirk im Königreich Böhmen. Der Bezirk umfasste Gebiete in der Mittelböhmischen Region (Středočeský kraj bzw. Okres Rakovník). Sitz der Bezirkshauptmannschaft war die Stadt Rakonitz (Rakovník). Das Gebiet gehörte seit 1918 zur neu gegründeten Tschechoslowakei und ist seit 1993 Teil Tschechiens.

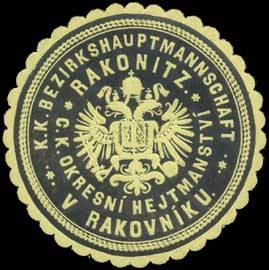
Siegelmarke c.k. Okresní hejtmanství v Rakovníku / k.k. Bezirkshauptmannschaft Rakonitz

## Geschichte
Die modernen, politischen Bezirke der Habsburgermonarchie wurden 1868 im Zuge der Trennung der politischen von der judikativen Verwaltung geschaffen. Der Bezirk Rakonitz wurde 1868 aus den Gerichtsbezirken Rakonitz (tschechisch soudní okres Rakovník) und Püglitz (Křivoklát) gebildet.
Im Bezirk Rakonitz lebten 1869 46.794 Personen, wobei der Bezirk ein Gebiet von 11,4 Quadratmeilen und 61 Gemeinden umfasste. 1900 beherbergte der Bezirk 48.576 Menschen, die auf einer Fläche von 646,44 km² bzw. in 69 Gemeinden lebten. Der Bezirk Rakonitz umfasste 1910 eine Fläche von 646,44 km² und eine Bevölkerung von 51.551 Personen. Von den Einwohnern hatten 50.642 Tschechisch und 840 Deutsch als Umgangssprache angegeben. Weiters lebten im Bezirk 24 Anderssprachige oder Staatsfremde. Zum Bezirk gehörten zwei Gerichtsbezirke mit insgesamt 71 Gemeinden bzw. 75 Katastralgemeinden.